# Schwemmebene

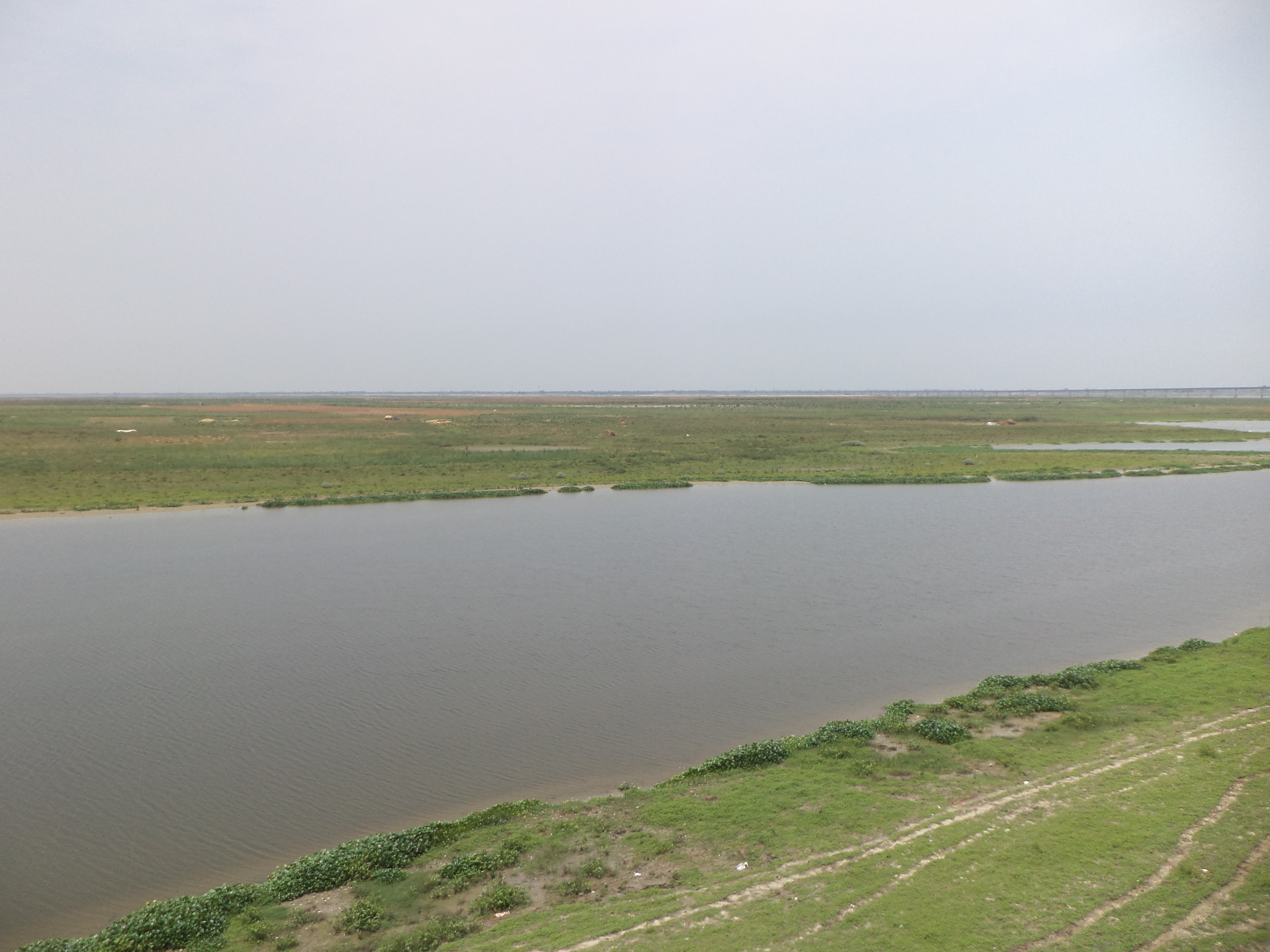
Blick über den Ganges und seine Schwemmebene in der Bhagalpur-Region, Nordost-Indien.

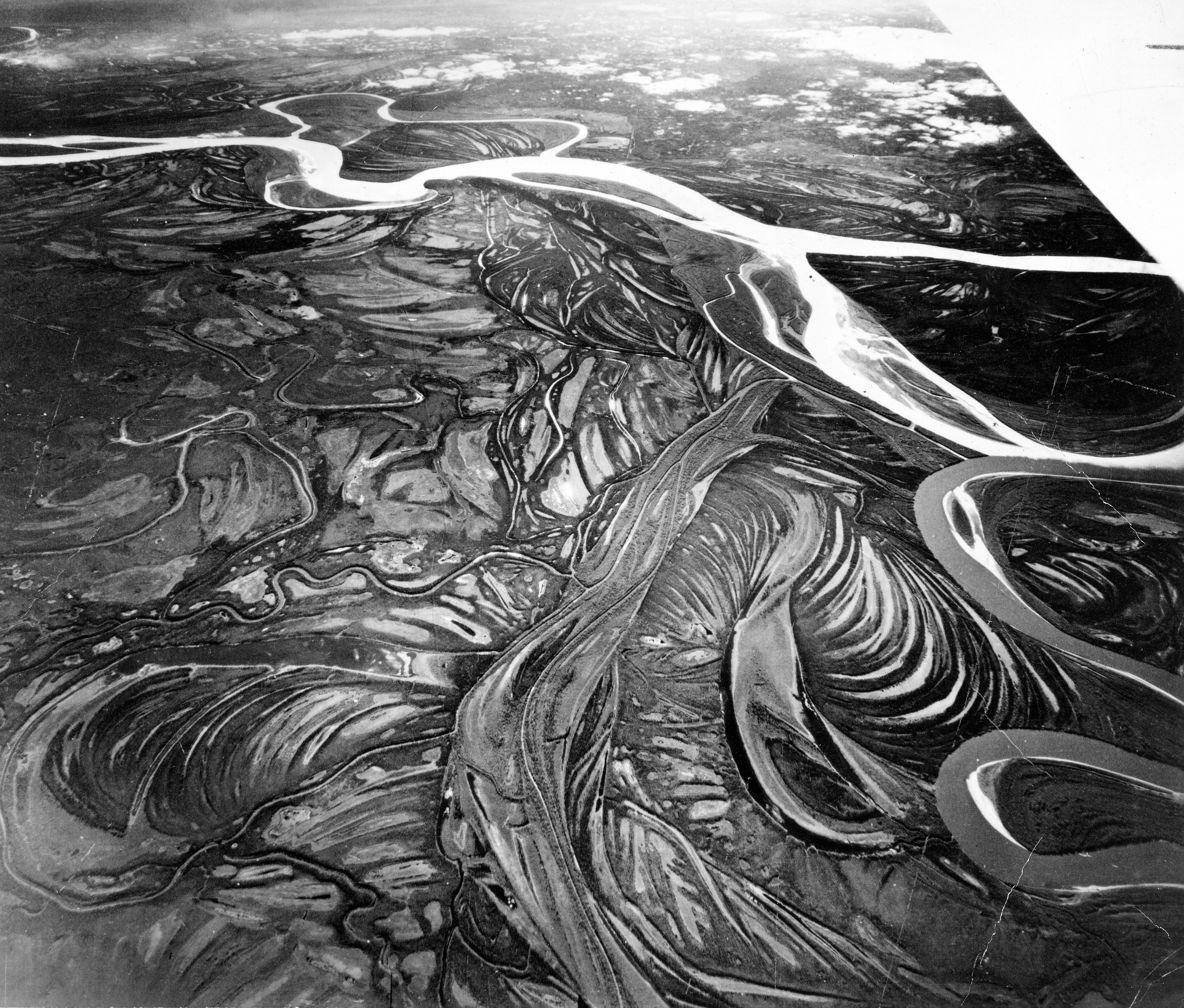
Luftaufnahme der Schwemmebene des Yukon am Zusammenfluss mit dem Koyukuk River. Man beachte die von oben bogenförmig erscheinenden, teils schon wieder überprägten Gleithang-Ablagerungen. Dieser Teil der Yukon-Ebene gilt als „klassisches Beispiel für die Entwicklung von Schwemmebenen mäandrierender Flüsse unter subarktischen Bedingungen“.

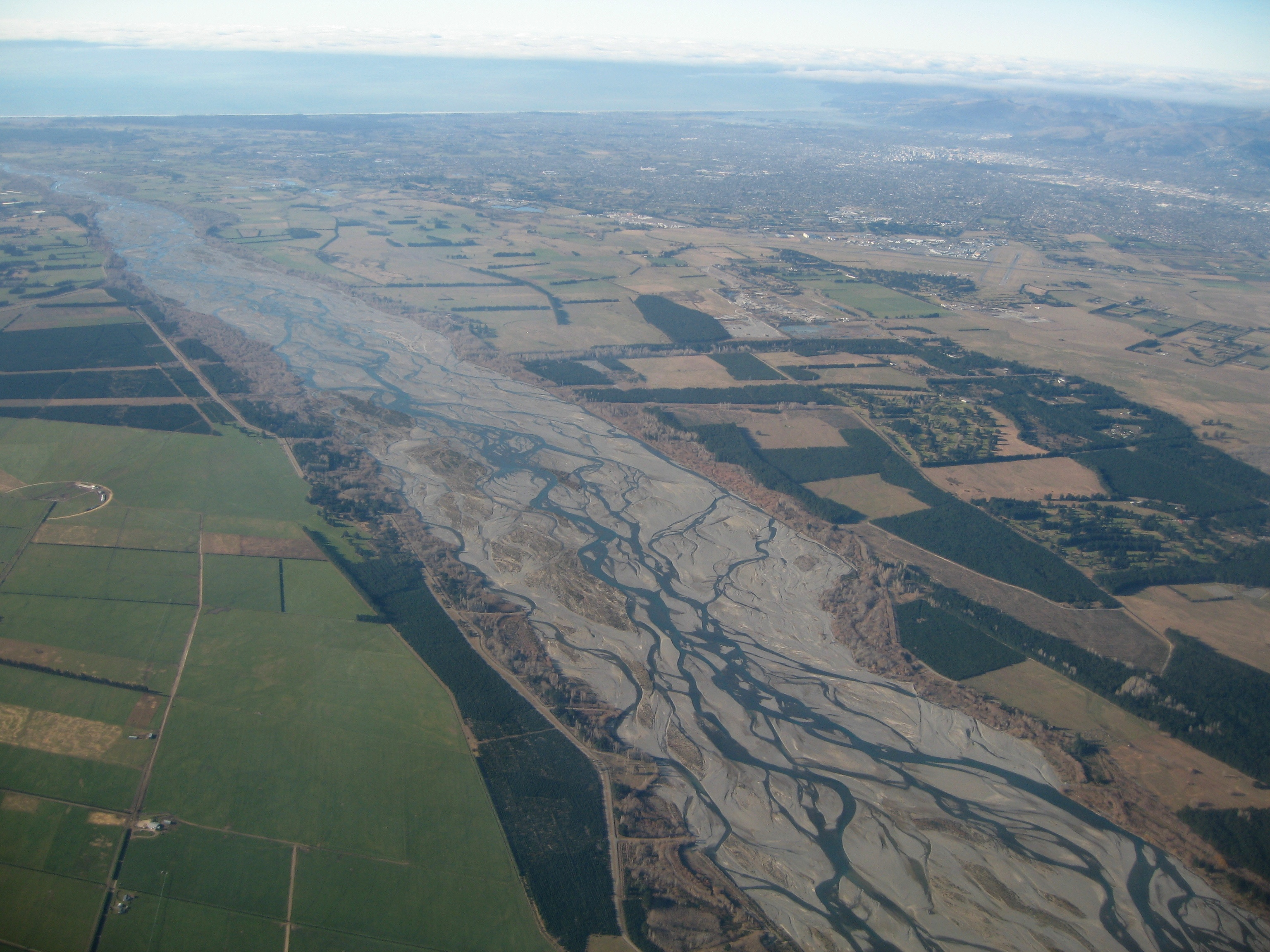
Luftaufnahme der Canterbury Plains mit dem Waimakariri River, Neuseeland. Die verflochtene Ausbildung des Gerinnebetts zeigt, dass hier das Gefälle noch relativ hoch ist.

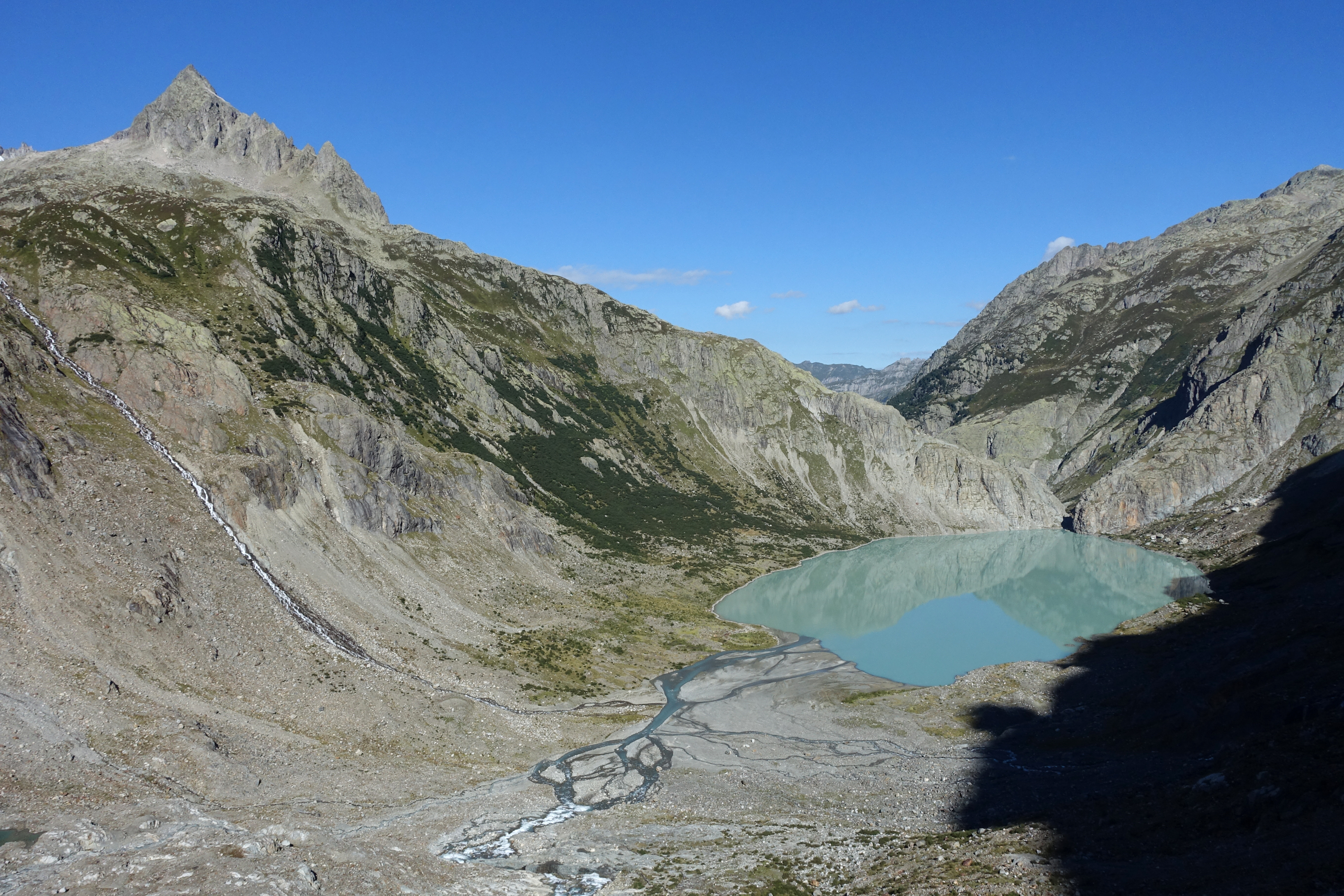
Die alpine „Schwemmebene“ zwischen der Stirn des Triftgletschers und dem Triftsee als Resultat der Progradation eines kleinen Deltas.

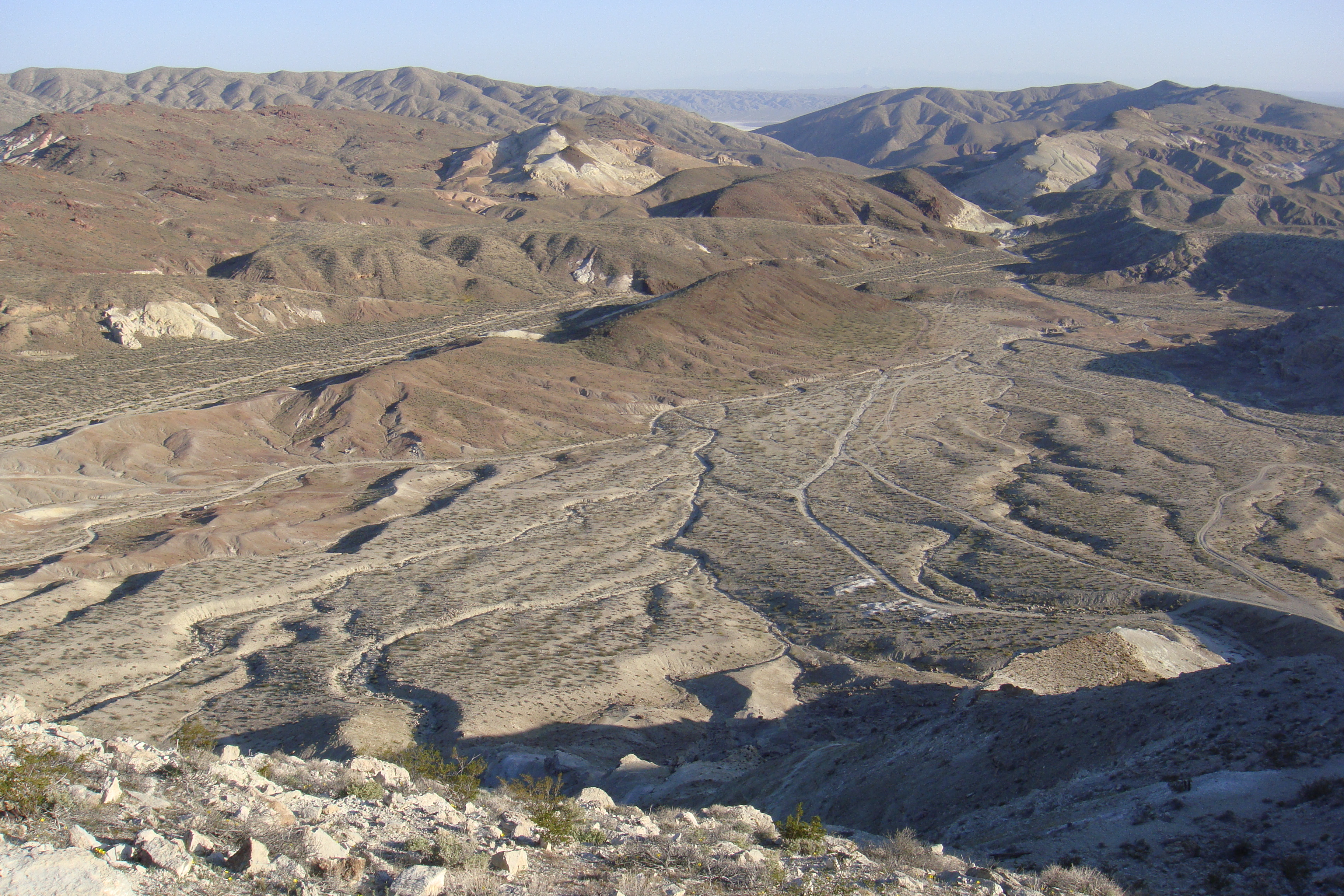
Kleinräumige „Schwemmebene“ im Red Rock Canyon State Park in den Bergen Kaliforniens (USA), man beachte die Erosionsrinnen, die sich in jüngerer Zeit in die Schwemmfläche eingeschnitten haben.

Eine Schwemmebene ist eine größtenteils flache Geländeform in niedrig gelegenem Gelände (vgl. → Tiefebene), welche durch die Ablagerung von Sedimenten über einen Zeitraum von hunderten bis tausenden Jahren durch einen oder mehrere Flüsse aufgeschüttet wird. An ihrem oberen Ende wird sie in der Regel durch alluviale Fächer gegen ein Hochland abgegrenzt, während sie am unteren Ende in den Mündungsbereich des Flusses (z. B. ein Delta) übergeht. Die (sub)rezenten Sedimente einer Schwemmebene werden auch als alluviale Böden bezeichnet. Die Schwemmebene besteht aus dem Gerinnebett, das in der Regel permanent Wasser führt und sich im Lauf der Zeit über die Schwemmebene bewegt, und den eigentlichen Schwemmflächen, die in regelmäßigen Abständen (ein- bis mehrere Male pro Jahr) überflutet werden, wenn die Wasserführung des Flusses die Aufnahmekapazität des Flussbettes übersteigt (Flusshochwasser).
In diesem Sinne sind Schwemmebenen relativ ausgedehnte Sedimentationsräume außerhalb von Hochländern (vgl. → Tiefebene). Nicht selten werden aber auch kleinräumige Sedimentationsgebiete an Flussläufen im Hochland, beispielsweise in Talaufweitungen und Gletschervorfeldern, als „Schwemmebenen“ bezeichnet, obwohl dort in geologischen Zeiträumen die Erosion dominiert.

## Entstehung
Während das höher gelegene Gelände der Quellregionen von Fließgewässern durch Verwitterung und Erosion allmählich tiefergelegt wird, gelangt das dort abgeführte Material mit dem abfließenden Wasser über kleinere Gerinne als Sedimentfracht in die Niederungen, wo sich die Gerinne zu einem größeren Fluss vereinen, der schließlich entweder in einen noch größeren Fluss oder ins Meer mündet. Da im tiefer gelegenen Gelände das Gefälle und der Höhenunterschied zur Erosionsbasis gering sind, ist dort einerseits auch die Fließgeschwindigkeit des Wassers geringer als im Hochland und andererseits erfolgt, im Gegensatz zum Hochland, faktisch keine Tiefenerosion mehr, sondern nur noch Seitenerosion. Daher lagert ein Fluss in der Niederung einen großen Teil der Sandpartikel seiner Sedimentfracht im Gerinnebett ab und um (englisch Channel Deposits ‚Gerinneablagerungen‘), wobei er in der Regel nicht geradlinig fließt, sondern Mäander ausbildet. Bei Hochwasser tritt der Fluss über die Ufer und große Teile der Ebene können für wenige Tage oder Wochen einen eher stillgewässerartigen Charakter annehmen. Dann werden auch die feinkörnigsten Fraktionen der Sedimentfracht (Silt und Ton) z. T. weit außerhalb des eigentlichen Gerinnebettes abgelagert (engl. Overbank Deposits ‚Über-die-Ufer-Ablagerungen‘). Bei derartigen Ereignissen wird der Hauptteil der Sedimentfracht im Bereich der Ufer abgelagert, sodass dort natürliche Flussdeiche (engl. Levees) aufgeschüttet werden. So kann ein Fluss seinen Pegel über das Höhenniveau der umliegenden Schwemmflächen heben, was auch zu einer allmählichen Aufschüttung des eigentlichen Gerinnebettes über dessen ursprüngliches Niveau führt. Bricht bei Hochwasser ein solcher Deich, bilden sich an den Bruchstellen typische Sedimentfächer, die als Crevasse Splays bezeichnet und den Overbank Deposits zugerechnet werden. Da Wasser stets bestrebt ist, dem stärksten Gefälle zu folgen, können solche Deichbrüche dazu führen, dass der Fluss nach dem Hochwasser an dieser Stelle nicht mehr in sein altes Bett zurückkehrt, sondern einen etwas anderen Weg einschlägt. Die dann höher liegenden Flächen des alten Gerinnebettes, die meist an das neu gebildete Gerinne angrenzen, werden im Lauf der Zeit durch die Seitenerosion (Prallhangerosion) des Flusses oder auch, falls sich keine stabilisierende Vegetation auf diesen Flächen etablieren kann, durch Starkregen und Wind zumindest teilweise wieder abgetragen. Das Zusammenspiel aus teils großflächiger Ablagerung und Seitenerosion formt über relativ kurze geologische Zeiträume die meist extrem reliefarme Schwemmebene.
Bei lang anhaltender, permanenter tektonischer Absenkung (Subsidenz) des Krustenbereiches, in dem sich die Schwemmebene befindet, wie es beispielsweise bei Grabenbrüchen oder im Vorland von jungen Faltengebirgen der Fall ist, können in längeren geologischen Zeiträumen (hunderttausende bis einige Millionen Jahre) mächtige Abfolgen aus Schwemmebenensedimenten akkumulieren. Geologische Zeugnisse hierfür sind beispielsweise die mittelpermischen bis obertriassischen Sedimentgesteine des Karoo-Beckens in Südafrika, die untertriassischen Ablagerungsgesteine des Buntsandsteins in Mitteleuropa oder die mitteltriassischen bis unterjurassischen Sedimentgesteine der Newark-Supergruppe im Osten Nordamerikas.

## Bedeutung
Die fruchtbaren feinkörnigen Sedimente bzw. die daraus hervorgehenden Alluvialböden der Schwemmebenen werden von Menschen seit tausenden von Jahren für den Anbau von Nahrungspflanzen genutzt. Faktisch alle frühen großen Hochkulturen der Menschheitsgeschichte lagen in Schwemmebenen großer Flüsse.
In modernen Zivilisationen sind die meisten Schwemmebenen in Kulturlandschaften umgewandelt und die Flüsse nicht selten künstlich eingedeicht worden. Die regelmäßig auftretenden Flusshochwasser bilden vor diesem Hintergrund eher eine Gefahr für diese oft dicht besiedelten Gebiete. Insbesondere in Entwicklungs- und Schwellenländern fordern Flusshochwasser regelmäßig hunderte oder sogar tausende Menschenleben, während sie in den Industrieländern zumindest Schäden in Höhe von vielen Millionen Euro verursachen.

## Beispiele für typische rezente Schwemmebenen
- Nordchinesische Ebene
- Poebene in Italien
- Stromland am Mittel- und Unterlauf des Ganges
- Mesopotamien im Irak
- Mittel- und Unterlauf des Nils in Sudan und Ägypten